# Kukës (præfektur)
Kukës er et af Albaniens tolv præfekturer. Administrationscenteret er byen  Kukës. 1. januar 2017 havde præfekturet 79.559 indbyggere.
Præfekturet består af kommunerne Has, Kukës og Tropojë. Det dækker de tidligere distrikter Has, Kukës og Tropojë.